# 유네스코 아시아·태평양국제이해교육원
유네스코 아시아·태평양국제이해교육원(Asia-Pacific Centre of Education for International Understanding under the auspices of UNESCO)은 1974년 유네스코 제18차 총회가 채택한 ‘인권과 평화교육 그리고 기본적인 자유 및 국제이해교육에 관한 결의안'과 1994년 44차 국제교육회의(International Conference of Education)가 권고하고 유네스코 총회가 채택한 ‘평화교육, 인권과 민주주의의에 대한 선언과 행동원칙'에 따라 국제이해교육을 촉진하려는 유네스코의 목적을 실현하기 위해 설립된 지역국제기구이다. 서울특별시 구로구 새말로 120 (구로동)에 위치하고 있다.

## 설립 근거
- 유네스코 활동에 관한 법률[2]

## 연혁
- 1997년 11월 대한민국 정부가 제29차 유네스코 총회에서 유네스코 아시아·태평양국제이해교육원 설립 제안
- 1998년 5월 유네스코가 아시아·태평양국제이해교육원 설립 제안에 대한 타당성 조사 실시
- 1999년 10월 제30차 유네스코 총회에서 아시아·태평양국제이해교육원 설립 결의문 채택 (30C/RES.17)
- 2000년 8월 대한민국 정부와 유네스코 간의 아시아·태평양국제이해교육원 설립 협정 체결 (조약 제1535호 / 관보 제14597호) 및 아시아·태평양국제이해교육원 창립
- 2000년 12월 초대 이삼열 원장 취임
- 2001년 5월 제1차 아시아·태평양국제이해교육원 국제자문위원회 개최
- 2003년 3월 국제이해교육멀티미디어센터 개통(경기도 이천)
- 2004년 12월 제2대 강대근 원장 취임
- 2005년 8월 대한민국 정부와 유네스코 간의 아시아·태평양국제이해교육원 설립 협정 개정 교환각서 체결 (외교통상부고시 제 2005-548호/관보 제16123호)
- 2008년 12월 제3대 이승환 원장 취임
- 2010년 7월 아시아·태평양국제이해교육원 청사 이전 (명동→구로동) 아시아·태평양국제이해교육원 제1차 이사회 개최
- 2010년 8월 대한민국 정부와 유네스코 간의 아시아·태평양국제이해교육원 설립 협정 연장 교환각서 체결 (외교통상부고시 제 2010-725호/관보 제17336호)
- 2011년 8월 대한민국 정부와 유네스코 간의 아시아·태평양국제이해교육원 설립 협정 전부개정 (조약 제2058호 / 관보 제17583호)
- 2011년 10월 국제교사교류 전문지원기관 지정 (교육과학기술부)
- 2011년 12월 <유네스코 활동에 관한 법률 일부개정 법률> 국회 본회의 통과
- 2012년 1월 <유네스코 활동에 관한 법률 일부개정 법률> 공포(법률 제11217호): 제4장 유네스코 아시아ㆍ태평양 국제이해교육원 신설
- 2012년 12월 제4대 정우탁 원장 취임

## 주요 업무
- 국제이해교육을 수행하는 데 필요한 국가적·지역적 역량 강화사업
- 국제이해교육에서의 아시아·태평양 지역과 다른 지역 간의 국제적 교류 협력 촉진사업
- 국제이해교육 교육과정의 연구·개발 사업
- 국제이해교육 훈련 워크숍 및 세미나의 운영사업
- 국제이해교육 교육자료 및 그 밖의 출판물의 제작·보급 사업
- 그 밖에 아시아·태평양 지역 내 국제이해교육 증진을 위하여 필요한 사업

## 조직

### 이사회

#### 당연직 이사
- 대한민국 교육부 국제협력관
- 대한민국 외교부 문화외교국장
- 유네스코 아시아ㆍ태평양지역본부장
- 유네스코 회윈국 대표 2인[3]
- 유네스코 한국위원회 대표[4]
- 국제이해교육분야 전문가 3인
- 유네스코 아시아ㆍ태평양국제이해교육원장

### 유네스코 아시아ㆍ태평양 국제이해교육원장

#### 기획행정실
- 기획지원팀
- 국제협력팀

#### 사업본부
- 연구개발팀
- 교육연수팀
- 국제교사교류팀
- 출판홍보팀

## 같이 보기
- 유네스코 한국위원회